# Manesteek
Manesteek (oorspronkelijke titel: Le Coup de lune) is een psychologische roman annex misdaadroman van de Franstalige Belgische auteur Georges Simenon. Het Franse origineel werd uitgegeven door uitgeverij Fayard in 1933.
Le Coup de lune werd in 1983 onder de titel Équateur verfilmd door Serge Gainsbourg, met in de hoofdrollen Francis Huster en Barbara Sukowa. Oorspronkelijk zou Patrick Dewaere de rol van Joseph Timar spelen, maar hij pleegde enkele maanden voor de opnames zelfmoord. De film was een flop.

## Samenvatting
Na een bootreis van drie weken gaat de jonge Joseph Timar aan wal in Libreville, Gabon, om er zijn fortuin te zoeken. De koloniale werkelijkheid wekt hem ruw uit zijn exotische dromen. Voordat hij beseft wat hem overkomt, raakt hij verwikkeld in een kluwen van seks en drank, geweld en corruptie, ziekte, verloedering en verderf. Alles lijkt zijn ondergang te moeten bewerken: de verlokkingen van de rijpe Adèle, de moord op een bediende, de ontginning van een stuk regenwoud.

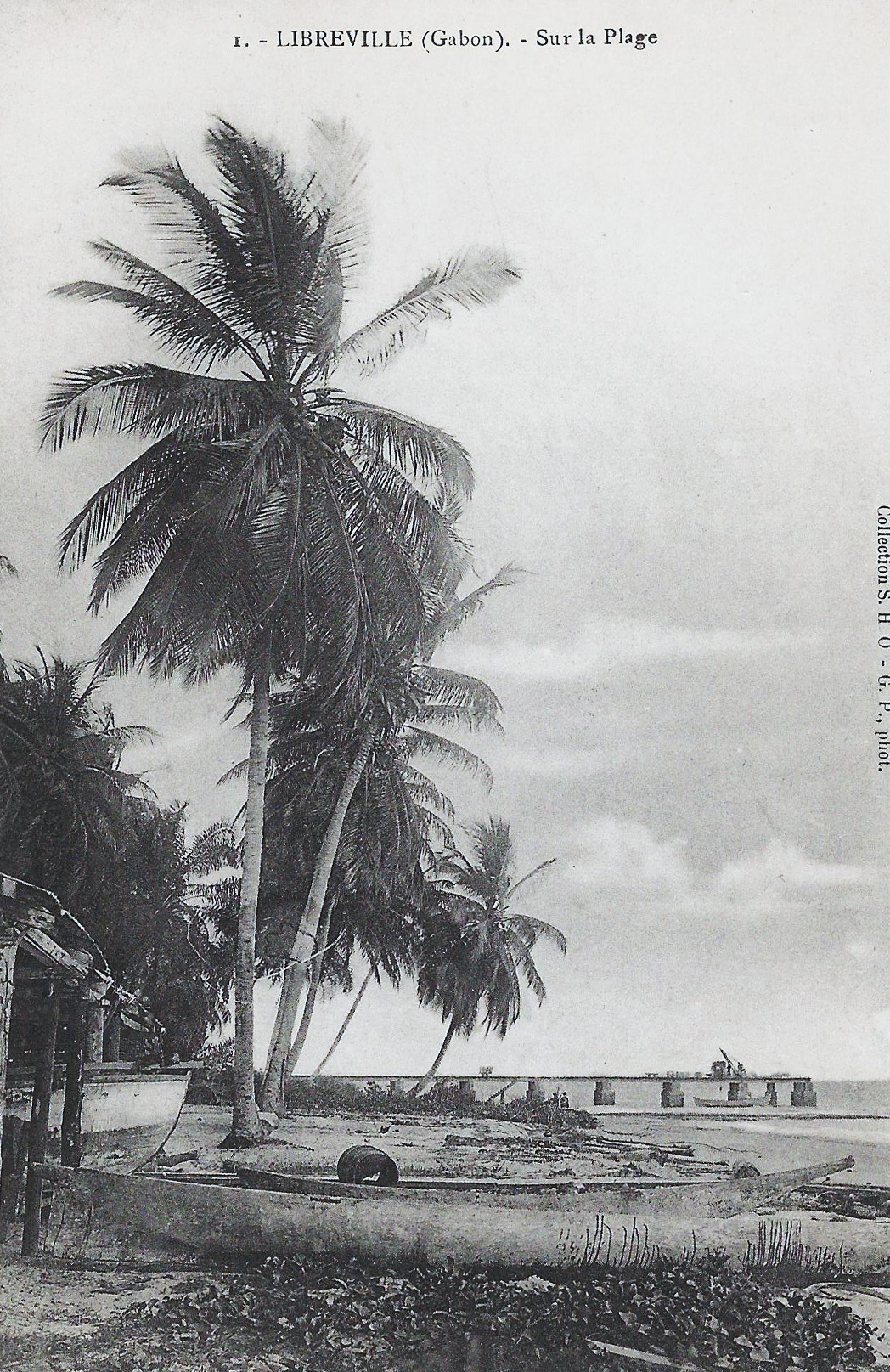
Libreville (Gabon)-Sur la plage

## Proces
Simenon baseerde een deel van zijn intrige op een fait divers, wat hem een proces wegens smaad opleverde: Mme Mercier uit Libreville herkende zich in het personage Adèle; haar hotel heette, net als in het boek, 'Hotel Central'. Ze verloor het proces. Maître Maurice Garçon, Simenons advocaat, voerde aan dat haar naam in de roman niet werd genoemd, en betoogde dat haar reputatie geen schade had opgelopen - ze was immers daadwerkelijk 'ooit hoer geweest op de Place des Ternes'.
De biografische context en nasleep van Le Coup de lune worden uitvoerig beschreven in De regenvogel van Jan Brokken.

## Nederlandse vertaling
- Le Coup de lune bleef in het Nederlands lang onvertaald. Rokus Hofstede vertaalde de roman in 2020 voor uitgeverij De Bezige Bij, voorzien van een nawoord,[3] waarin wordt ingegaan op de anti-koloniale teneur van Manesteek en op de problematiek van het vertalen van beladen, getaboeïseerde termen, zoals het n-woord.